# Gaston Questeman
Gaston Questeman fue un deportista francés que compitió en tiro con arco, en la modalidad de arco recurvo. Ganó tres medallas en el Campeonato Mundial de Tiro con Arco al Aire Libre, en los años 1938 y 1939.

## Palmarés internacional
| Campeonato Mundial al Aire Libre | Campeonato Mundial al Aire Libre | Campeonato Mundial al Aire Libre | Campeonato Mundial al Aire Libre |
| Año                              | Lugar                            | Medalla                          | Prueba                           |
| -------------------------------- | -------------------------------- | -------------------------------- | -------------------------------- |
| 1938                             | Londres (Reino Unido)            | Medalla de bronce                | Equipo                           |
| 1939                             | Oslo (Noruega)                   | Medalla de oro                   | Equipo                           |
| 1939                             | Oslo (Noruega)                   | Medalla de plata                 | Individual                       |